# A přesto říci životu ano
A přesto říci životu ano Psycholog prožívá koncentrační tábor je kniha rakouského lékaře a psychologa židovského původu Viktora E. Frankla, který v ní popisuje své zkušenosti s vyhlazovacími koncentračními tábory za druhé světové války z pohledu psychoterapeuta. Zážitek holocaustu a naprosté ztráty lidské důstojnosti Frankla ovlivnily zcela zásadním způsobem v tvorbě nového psychoterapeutického směru (tzv. třetí vídeňské školy psychologie po Freudovi a Adlerovi) logoterapie, jejíž první myšlenky zformuloval teprve krátce před válkou. Hlavní myšlenkou, utvořenou hlavně právě zkušeností s vyhlazovacím táborem a lidskou bídou vůbec, je smysl (řec. logos, proto "logoterapie"). Ve snaze vyhranit se oproti tehdy již zavedeným vídeňským psychologickým školám, kdy se Freudova psychoanalýza definovala jako "touha po slasti" a Adlerova jako "touha po moci", bývá logoterapie prezentována jako léčba "touhou po smyslu'".

## Autor
Viktor E. Frankl se narodil ve Vídni česko-rakouským rodičům. Jeho otec se chtěl původně stát lékařem, ale z důvodu nedostatku financí na studium se musel spokojit s místem státního úředníka. Svému synovi však na studia vydělal a tak se už v mládí nadějný Viktor dostal na akademickou půdu, kde započal velmi úspěšnou kariéru.
Ale bylo to už na střední škole, kde se setkával s prvními myšlenkami, na nichž pak vystavěl svou logoterapii, léčbu lidské duše hledáním a nalézáním smyslu. Tehdy totiž jeden z jeho kantorů prohlásil: „lidské bytí není nic víc než směs chemických sloučenin a pochodů," načež Frankl oponoval slovy: „Pokud je to pravda, tak jaký smysl život má?"
Na svých studiích se dostal od medicíny k psychologii. Od svého prvotního nadšení z Freuda a jeho redukce člověka na bytost ovlivňovanou více či méně skrytými sexuálními impulzy „přešel“ ke škole Freudova oponenta Alfreda Adlera, ovšem ani s jeho výkladem člověka nevydržel déle než do dob svého působení jako lékaře-psychologa, kdy pomáhal budovat síť poraden po celém Rakousku, které bylo v té době v silné depresi vlivem krize. Právě v ten čas mu docházelo, že terapii je třeba vést do podstatně hlubších a duchovnějších sfér, má-li být běžnému člověku se všemi jeho starostmi užitečná.
V roce 1938 ale bylo Rakousko obsazeno Němci a události dostaly příliš rychlý běh. Ačkoliv mohl mladý lékař Frankl uprchnout do zahraničí, kvůli svým blízkým, kteří povolení vycestovat nedostali, zůstal. Tak se stalo, že nakonec byl v roce 1942 odvelen do koncentračního tábora, který popisuje právě v knize A přesto říci životu ano.
Kniha je psána s odstupem, kdy už se rány vězně koncentračního tábora poněkud zacelily, přesto sám Frankl přiznává, že si je vědom toho, že nikdy nebude schopen vylíčit své prožitky nezaujatě a objektivně. V úvodu své knihy nechává na dalších psycholozích, aby jeho zkušenosti nezaujatě odborně zpracovali.
| „                    | Snad ještě žádná generace nepoznala člověka tak, jak ho poznala generace naše. Co tedy je člověk? Je to bytost, která vynalezla spalovací pece. Je však současně i bytostí, která šla do plynových komor vzpřímeně a s modlitbou na rtech. | “ |
| — Viktor Emil Frankl | |   |

## O knize obecně

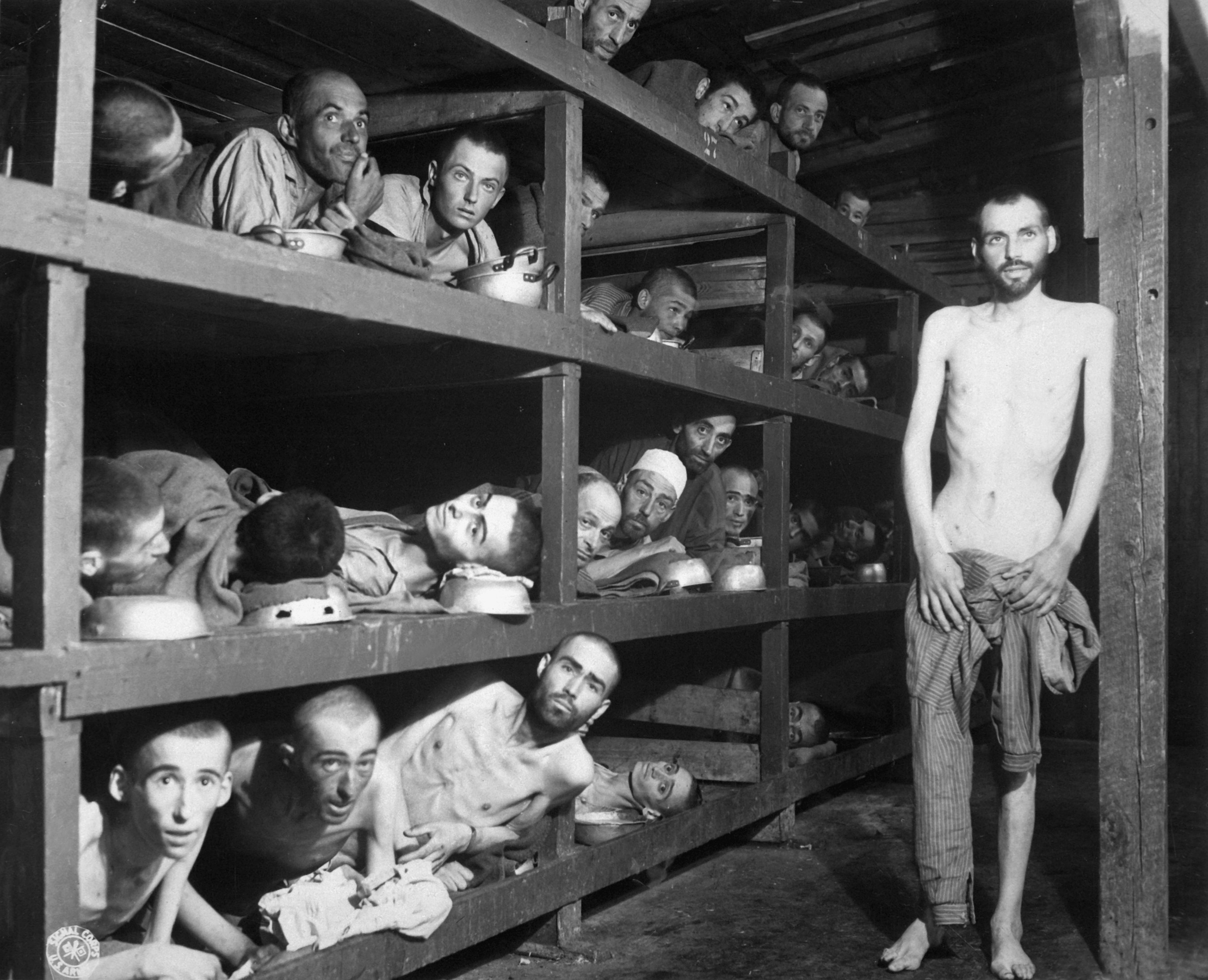
Fotografie vězňů při chvíli odpočinku v koncentračním táboře

Kniha není odbornou literaturou v pravém slova smyslu, její způsob popisu situací je příliš lidský a živý na to, aby se dal přebrat čistě racionálně a bez zapojení vlastních citů. Autor zvolil k psaní beletrický sloh, který je snadno vstřebatelný i pro čtenáře bez odborných znalostí psychoterapie. Podle anotace vydavatele je kniha napsaná velmi působivým skicovitým způsobem, je myšlenkovým i literárně-dramatickým experimentem.
Jako zajímavost je možno uvést Franklovu reakci na známou fotografii (vpravo vedle textu) z baráku, ve kterém byli vězni po práci ubytováni, kde leží vyrovnaní vedle sebe, vyhublí na kost a dívají se do objektivu fotoaparátu. Zatímco my vidíme zubožené lidské bytosti ponížené do takové míry, jak jen si to lze představit, autor knihy píše:
| „               | Skutečně nechápu takové hodnocení. Neboť se ve mně v tu chvíli rodí jiný obrázek. Pět hodin ráno! Venku je ještě temná noc. Ležím na tvrdých prknech zemljanky, v níž je asi sedmdesát uznaných marodů, a ti dnes nemusejí na práci. Dokonce nemusíme ani na apel. Můžeme si celý den na svém úzkém plácku v baráku lenošit, podřimovat a čekat na svůj denní příděl chleba, přirozeně snížený, a na obzvláště malý příděl polévky, pro tuto kategorii extra vodové. Jak jsme ale spokojení, ba šťastní, přes to všechno! Natlačeni na sebe, abychom předešli každé zbytečné ztrátě tepla, apatičtí a líní pohnout kterýmkoli údem, pokud to není bezpodmínečně nutné, slyšíme z venku, z apelplatzu ostrý hvizd píšťalek a volání povelů, neboť noční směna právě připochodovala. | “ |
| — Viktor Frankl | |   |

## Obsah knihy
Frankl se ve své knize zabývá třemi fázemi života vězně koncentračního tábora, které popisuje a nazírá pohledem lékaře a psychologa.

### První fáze: Přijetí do tábora

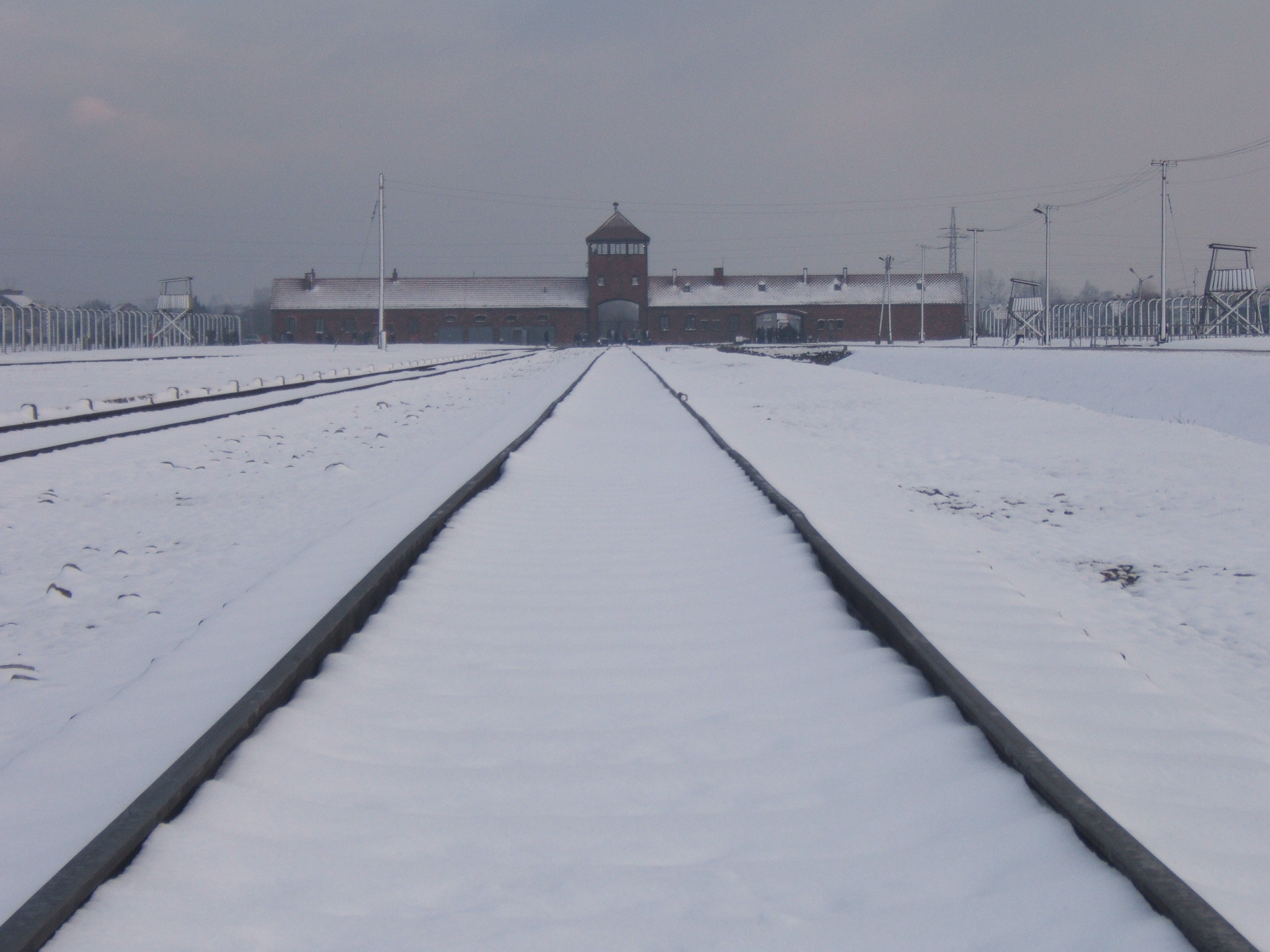
Železnice vedoucí do továrny na smrt koncentračního tábora Osvětim, kde byl i Viktor Frankl (během svého věznění byl přesunován po více vyhlazovacích lágrech)

Příjezd do tábora popisuje Frankl jako pocity, kdy šok a strach z blízké kruté smrti nahrazuje jakási naivní naděje, kterou člověk dostává, když vidí v okamžiku příjezdu krom mříží, ostnatých drátů, strážců na střílnách v uniformách SS také vězně vykládající vagón, kteří nevypadají právě špatně; zdá se, že jsou dobře živení a mají náladu na žertování. Později však vězeň chápe, že vězni si nejsou v lágru rovní. Jsou tu ti, kteří dostanou dobrá zaměstnání a také ti, které nacisté využijí jako kápy, zodpovědné osoby, které se mají o něco lépe, slouží-li svým „pánům“ dobře.
Vězeň začíná chápat vztahy mezi vězni i dále. Nemůže se zde spoléhat na dobré vztahy a vůli pomáhat. Situace je příliš kritická, láme lidskou osobnost a nutí člověka myslet jen na sebe, případně na své přátele. Málokterý mukl si dovede uchovat svou lidskost, solidaritu, soucit. Jde o přežití. Viktor Frankl konstatuje: „My všichni, kdo jsme tisícerými šťastnými náhodami nebo Božími divy (nazývejte si to, jak chcete) z toho vyvázli životem, my to víme a můžeme klidně říci: ti nejlepší se nevrátili!“
V první fázi pobytu v lágru, do které patří selekce (čtyři z pěti lidí nepostupují z vlaku dále do ubikací, ale do plynových komor), desinfekce (od které vězeň neví, co čekat: „čeká mě v té místnosti plyn?“) a další šokující skutečnosti, které člověka vytrženého z domova a od rodiny, kterou potkal kdovíjaký osud, dovádějí na samou hranici šílenství.
Frankl se dále zabývá myšlenkou, která prý napadne každého vězně: Mám se zabít?

### Druhá fáze: Život v lágru
Nejdelší kapitola knihy popisuje „všední život“ člověka mezi dráty určeného na smrt a pracujícího do úmoru. Následuje velice živé líčení pocitů a vnímání odsouzence. Apatii nejen k sobě samému, ale i k dění kolem sebe. Tíhu výsměchu, který je horší než hlad, zima, špína a nedostatek spánku.
Frankl popisuje vše, co trestanec řeší a pokouší se o psychologický výklad: hlad, nesentimentualitu, politiku, náboženství, naděje, téma rozhovorů vězňů, sny, umění, humor, lásku, myšlenky na útěk, touhu po samotě a mnohé další. Vyjadřuje se však i k tématům, na něž v táboře vůbec nedojde a člověku ani nechybí, jako je sexualita.
Kniha zachycuje Franklovo hledání smyslu a jeho plody. Postupně můžeme poznávat konstrukci terapie, která bude pomáhat lidem nejen po válce, ale kterou začíná v rámci možností při soukromých i skupinových terapiích praktikovat v lágru, navzdory vší své nechuti a slabosti.

#### Psychologie lágrové stráže

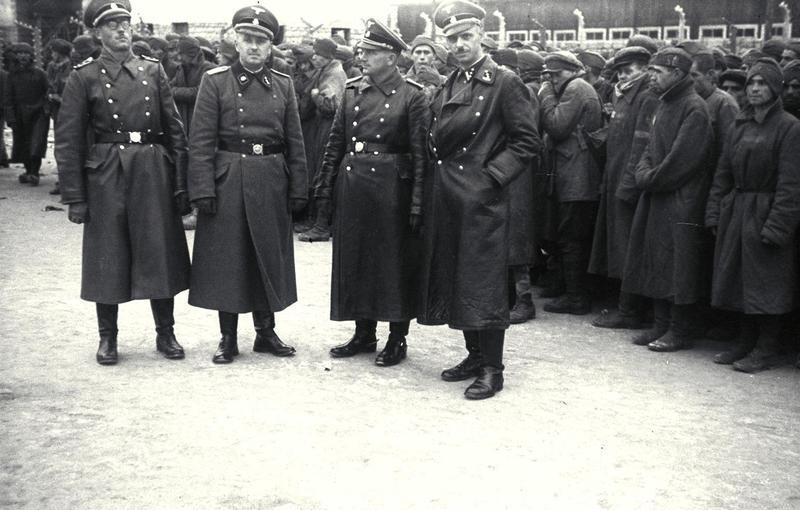
Jednotky SS-Totenkopfverbände byly tvořeny obzvláště krutými sadistickými jedinci. Ve své knize se Frankl ptá: "Jak je možné, že lidé z masa a krve dělají druhým všechny ty hrůzy, o nichž ti druzí pak svědčí jako o vlastním prožitku?"

Frankl se snažil napsat knihu v maximální míře profesionálně, nepřistupoval v ní k SS s hořkostí či nenávistí, navzdory zkušenosti s peklem, jež vytvořil člověk člověku na zemi, snaží se stráže vidět jako lidi a menší kapitolku dokonce věnuje zamyšlení nad jejich psychologií v dané situaci.

### Třetí fáze: Po osvobození z lágru
Tomu, kdo nezažil koncentrační tábor, by se mohlo zdát, že vysvobození z lágru je zážitkem, kdy z člověka „všechno padá“ a kdy se cítí šťastný. Psychologie propuštěnce je však daleko komplikovanější. Propuštěný vězeň velmi dlouho touží po osvobození, neví však, kdy přijde a jestli vůbec (tato nejistota je podle Frankla pravděpodobně nejtěžším utrpením vězně), jenže když přichází, nevěří jí. Život v táboře ho příliš změnil a poznamenal na to, aby se mohl prostě radovat. Svou svobodu si uvědomuje až po čase, kdy ji přijímá s nadšením, přesto však nemůže zapomenout na přátele a blízké, které ztratil, které viděl umírat, i na ty, které neviděl od doby, kdy se s nimi naposledy rozloučil před lágrem a už nikdy se s nimi nesetká. Důležitá je následná péče o propuštěného, který je mnohdy na celém světě docela sám. Zde dochází k dalšímu formování Franklovy logoterapie – léčby duše vytvořené v těch nejtěžších podmínkách.